# 集店镇
集店镇，原为集店乡，是中华人民共和国山西省长治市壶关县下辖的一个乡镇级行政单位。2021年4月1日，撤乡设镇。将龙泉镇的坛上、杜家河2个村委会划归集店镇管辖。

## 行政区划
集店镇下辖以下地区：
集店村、西关壁村、东关壁村、北三家村、会龙庄村、东长井村、西庄村、辛村、南皇村、北皇村、逢善村、岭东村、土河村、北桥上村、东旺庄村、西旺庄村、天池村、乌集头村和桥西村。